# You Tell 'Em, Lions, I Roar
You Tell 'Em, Lions, I Roar è un cortometraggio muto del 1920 scritto, sceneggiato e diretto da William H. Watson.

## Produzione
Il film fu prodotto dalla Century Film.

## Distribuzione
Distribuito dall'Universal Film Manufacturing Company, il film - un cortometraggio in due bobine - uscì nelle sale cinematografiche USA il 6 settembre 1920.